# The Go-Between
The Go-Between is een Britse dramafilm uit 1971 onder regie van Joseph Losey. Het scenario is gebaseerd op de gelijknamige roman uit 1953 van de Britse auteur L.P. Hartley. Losey won voor deze film in 1971 de Gouden Palm op het Filmfestival van Cannes.

## Verhaal
Leo Colston denkt terug aan een zomer uit zijn jeugd. Hij brengt zijn zomervakantie door op het landgoed van zijn schoolvriend Marcus en slaat het gedrag gade van de edellieden. Hij is verliefd op Marcus' oudere zus Lady Marian Trimingham. Zij is verloofd, maar zij heeft een oogje op Ted Burgess. Het tweetal gebruikt de jonge Leo als boodschapper.

## Rolverdeling
| Acteur             | Personage                  |
| ------------------ | -------------------------- |
| Julie Christie     | Marian Trimingham          |
| Edward Fox         | Hugh Trimingham            |
| Alan Bates         | Ted Burgess                |
| Margaret Leighton  | Mevrouw Maudsley           |
| Dominic Guard      | Leo Colston                |
| Michael Redgrave   | Leo Colston (als oude man) |
| Michael Gough      | Mijnheer Maudsley          |
| Richard Gibson     | Marcus Maudsley            |
| Simon Hume-Kendall | Denys                      |
| Roger Lloyd-Pack   | Charles                    |
| Amaryllis Garnett  | Kate                       |